# Anna Fedorova
Anna Fedorova có tên đầy đủ là Anna Borysivna Fedorova (tiếng Ukraina: А́нна Бори́сівна Фе́дорова / tiếng Việt: An-na Bô-ri-xip-na Phê-đô-rô-va), là nữ nghệ sĩ dương cầm người Ukraina, chủ yếu chuyên về nhạc cổ điển ở thể loại độc tấu hoặc biểu diễn Concerto với dàn nhạc giao hưởng.
Fedorova nổi tiếng vì tài nghệ biểu diễn dương cầm từ năm 6 tuổi, hiện được đánh giá là biểu diễn với trình độ điêu luyện và có chiều sâu các nhạc phẩm cổ điển của Chopin, Beethoven,... và đã được mời biểu diễn tại nhiều phòng hòa nhạc lớn của Hà Lan, Đức, Pháp, Ý, Anh, Ukraine, Ba Lan, Mỹ, Mexico, Argentina và một số nước châu Á. Anna Fedorova cũng đã đoạt giải các giải thưởng quốc tế, được đánh giá là một trong những nghệ sĩ dương cầm hàng đầu thế giới hiện nay. Vào năm 2013, Anna biểu diễn bản Hòa tấu số 2 cho dương cầm (Piano Concerto no.2 op.18) của Sergei Rachmaninoff ở phần mở đầu của chương trình "Buổi hòa nhạc sáng Chủ nhật" tại Đại sảnh của Concertgebouw, Amsterdam. Biểu diễn này được các nhạc sĩ nổi tiếng đánh giá cao; còn Video cuộc biểu diễn này trên YouTube đã có hơn 31 triệu lượt theo dõi, là hòa nhạc cổ điển có nhiều lượt xem nhất trên YouTube cho đến nay.

## Tiểu sử
- Fedorova sinh ngày 27 tháng 2 năm 1990 ở Kiev, Ukraina, trong một gia đình có truyền thống âm nhạc. Người mẹ - Tatiana Abayeva - và người cha - Boris Fedorov - đều là nhạc sĩ hòa nhạc, giảng viên âm nhạc. Từ năm hai tuổi, trong môi trường luôn có "tiếng đàn trong nhà", cô đã luôn muốn trở thành một nghệ sĩ dương cầm và bắt đầu biểu diễn từ năm 5 tuổi.[4] Buổi công diễn chính thức đầu tiên trước công chúng khi cô mới 6 sáu tuổi, và ra mắt khán giả Ukraina khi mới 7 tuổi, tại Hiệp hội giao hưởng Quốc ga Ukraina.[5]
- Ở lứa tuổi thiếu niên, Fedorova nhập học trường Cao đẳng Nhạc kịch Lysenko dành cho trẻ em có năng khiếu âm nhạc, nhận Học bổng Tổng thống Ukraine, rồi tốt nghiệp trường này năm 2008.[6] Ngoài quê hương mình, Fedorova còn theo học Leonid Margarius tại Học viện Piano Quốc tế ở Imola của Ý; theo học Norma Fisher tại Đại học Âm nhạc Hoàng gia ở London, được học bổng toàn phần Big Give.
- Trong hoạt động nghệ thuật, Anna còn được sự hướng dẫn từ các nghệ sĩ dương cầm nổi tiếng là Alfred Brendel, Menahem Pressler, Steven Isserlis và András Schiff.
- Anna tốt nghiệp loại xuất sắc tại Đại học Âm nhạc Hoàng gia dưới sự hướng dẫn của Norma Fischer. Anna còn tu nghiệp tại Accademia Pianistica ở Imola của Ý với Leonid Margarius, ở Trường Âm nhạc Lysenko ở Kyiv với Borys Fedorov.

## Các giải thưởng lớn
Anna đã giành được những giải thưởng cao nhất tại nhiều cuộc thi dương cầm quốc tế:
- Thi dương cầm quốc tế Rubinstein "In Memoriam".
- Thi Frederick Chopin quốc tế Moscow dành cho các nghệ sĩ dương cầm trẻ tuổi.
- Thi dương cầm Lyon.
- Giải thưởng Verbier Festival Academy.
- Hai lần đoạt giải thưởng của International Keyboards Institute & Festival (New York, Mỹ).

## Sự nghiệp

### Tham gia lễ hội và thi âm nhạc
Fedorova đã tham gia nhiều Lễ hội Âm nhạc Quốc tế và đã giành được các giải thưởng cao nhất ở Ý, Hy Lạp, Đức, Slovakia, Estonia và Cộng hòa Séc.
- Annecy Classic Musical Festival ở Annecy của Pháp.
- Aurora Music Festival ở Stockholm.[8]
- Festival of Auvers-sur-Oise ở Auvers-sur-Oise của Pháp.
- The Chopin Festival ở Antonin của Ba Lan.[9]
- The Corfu Festival of Arts ở Corfu của Hy Lạp.[9]
- The first International Chamber Music Festival held ở Phòng hoà nhạc Ede của Hà Lan. Liên hoan này diễn ra từ ngày 25 tháng 5 đến ngày 28 tháng 5 năm 2017, ở đó Anna vừa là người biểu diễn, lại vừa là giám đốc nghệ thuật.[10][11]
- The Festival Internacional de Música Clássica de João Pessoa ở João Pessoa của Brazil.[12][13]
- The Frederick Chopin Competition ở Narva của Estonia.[14]
- The Gstaad Menuhin Festival ở Gstaad của Thụy Sĩ.
- Học viện Frederick Chopin ở Moskva.[15]
- The International Keyboard Institute & Festival (IKIF) ở thành phố New York.[16]
- The International Piano Festival ở Trieste của Ý.[17]
- Cuộc thi dương cầm quốc tế Rubinstein ở Bydgoszcz của Ba Lan, 2009.[18]
- Cuộc thi dương cầm Lyon ở Pháp, năm 2012.[19]
- The Musikdorf Ernen ở Ernen của Thụy Sĩ.
- The Orpheum Music Festival ở Zurich của Đức.[17]
- The Ravinia Festival ở Highland Park của Illinois.[20]
- The Rubinstein Piano Festival ở Lodz của Ba Lan.
- The Tbilisi International Young Pianists competition ở Tbilisi, Gruzia, năm 2005.[21]
- The Verbier Festival Academy ở Verbier của Thụy Sĩ năm 2017.[22][23]

### Các phòng nhạc đã biểu diễn

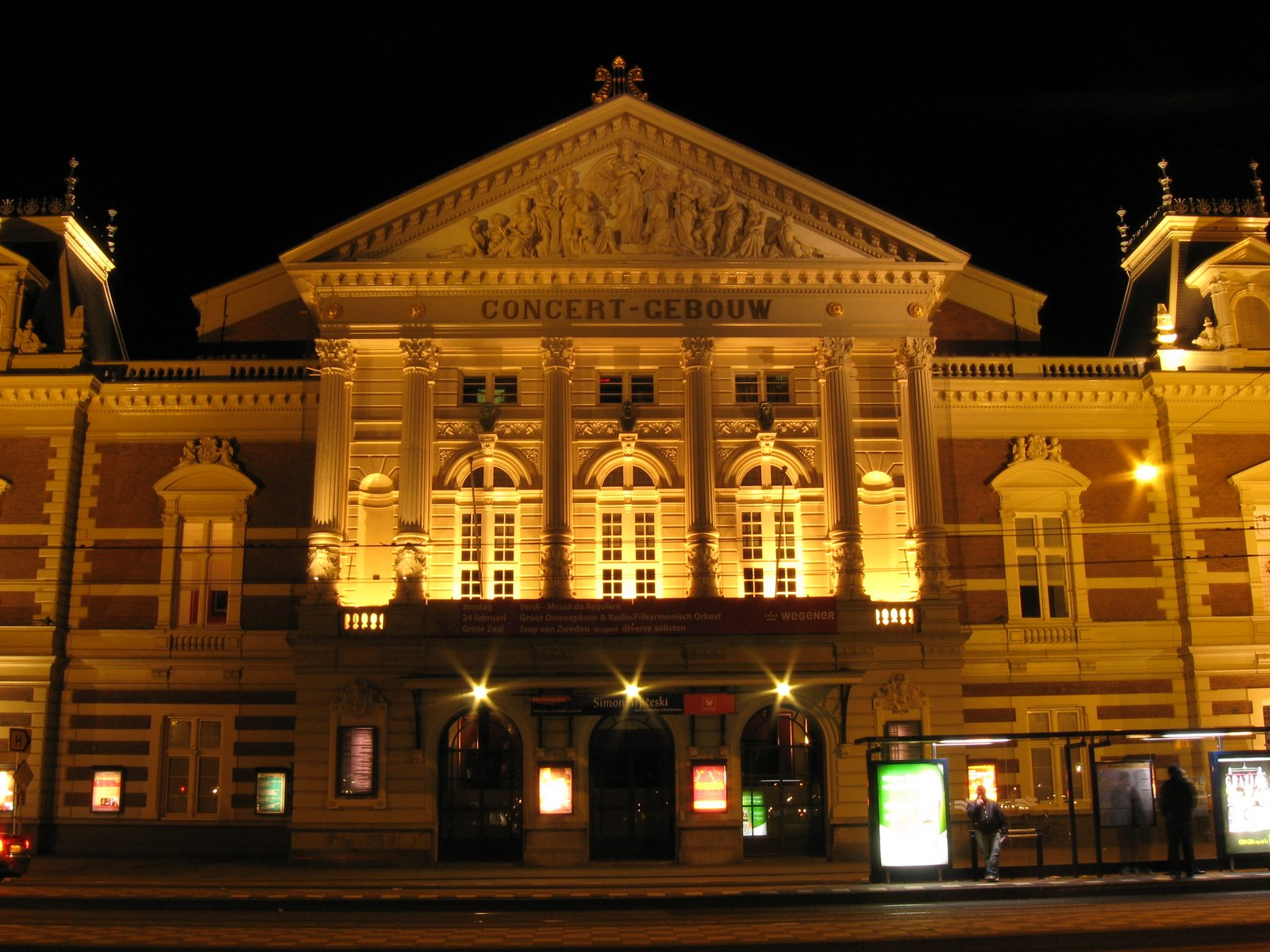
Phòng hoà nhạc Concertgebouw Hà Lan đã diễn ra hơn 30 cuộc biểu diễn của Anna Fedorova.

Anna Fedorova đã biểu diễn độc tấu và hoà tấu nhiều buổi  tại các phòng hòa nhạc ở nhiều nước Châu Âu, Bắc Mỹ, Nam Mỹ và Châu Á. Bao gồm:
- Carnegie Hall ở thành phố New York.
- Cadogan Hall ở Phòng hoà nhạc Hoàng gia của Kensington và Chelsea ở Luân Đôn.
- Phòng hoà nhạc Concertgebouw ở Amsterdamcủa Hà Lan với ngót 2000 chỗ ngồi.[24][25]
- Ở đây, hồi 19 tuổi, sau buổi biểu diễn của cô, nhà văn và nhạc sĩ người Hà Lan là Christo Lelie đã đánh giá Fedorova là "một trong những tài năng piano lớn hiện nay". Cách chơi của cô được đặc trưng là "một kỹ thuật vững chắc, một giai điệu mạnh mẽ nhưng không gay gắt, nhịp điệu hoàn hảo và một cảm xúc lão luyện cho thể loại nhạc phẩm" và "chạm đến trái tim của khán giả".[25][26]
- Trung tâm văn hoá Bêlem (Cultural Centre of Belém) ở Lisbon của Bồ Đào Nha.
- Edesche Concert Hall ở Hà Lan, bản Piano Concerto No. 2 in F minor, op. 21 của Sôpen.[27]
- Fuller Lodge Art Center ở Los Alamos, New Mexico.[28][29]
- Kraków Philharmonic ở Kraków của Ba Lan.
- La Sala Verdi di Milano ở thành phố Milano của Ý.
- Laeiszhalle ở Hamburg của Đức.
- Louis Vuitton Foundation ở thủ đô Pari của Pháp.[30]
- Morton H. Meyerson Symphony Center ở Dallas ở Texas.
- Palacio de Bellas Artes ở thành phố Mêxicô, Mêxicô.
- Nhà văn hoá Trollhattan ở Thụt Điển.
- Gdansk Philharmonic ở Gdańsk của Ba Lan.
- Prima La Musica Vincennes của Pháp.[1]
- Sala Neza ở thành phố Mêxicô, Mêxicô.
- Teatro Colónở Buenos Aires thủ đô Argentina.
- Tel Aviv Museum of Art ở thủ đô Tel Aviv của Israel.
- Théâtre des Champs-Élysées ở Paris 3 lần nữa [31][32]
- Prima La Musica, hoà tấu với nghệ sĩ vĩ cầm Eldbjørg Hemsing, nghệ sĩ xenlô Benedict Kloeckner và Nicolas Schwarz Lưu trữ ngày 24 tháng 2 năm 2019 tại Wayback Machine
- Tokyo Bunka Kaikan ở thủ đô Nhật Bản là Tokyo.
- Warsaw Philharmonic Concert ở Vacxava thủ đô Ba Lan.
- Zurich Tonhalle ở Zurich của Thụy Sĩ.

### Ghi âm và hoạt động khác
- Là một nghệ sĩ thu âm, Anna đã ký hợp đồng với Channel Classic của Hà Lan. Kể từ khi bắt đầu hợp tác vào năm 2017, 4 CD đã được phát hành nhận được nhiều sự hoan nghênh của giới phê bình: hai CD độc tấu, Story Teller và Four Fantasies, một CD Rachmaninoff với Dàn nhạc Giao hưởng St. Gallen và một CD đôi với nghệ sĩ violin Dana Zemtsov Silhouettes.
- Có thể thêm hai CD dự kiến phát hành vào năm 2020-2021: một album solo toàn Chopin và một CD đôi với tay bass Nicholas Schwartz mang tên Stolen Pearls.
- CD trước đó bao gồm một album của Brahms, Liszt và Chopin, được phát hành bởi DiscAnnecy Label và một CD Concerto cho Piano thứ hai của Rachmaninoff với Piano Classics. Năm 2016 đánh dấu việc phát hành thêm 3 album - với bản Concerto piano thứ 3 của Rachmaninoff và Mussorgsky "Hình ảnh tại một cuộc triển lãm", một CD với Cellist người Đức Benedict Kloeckner gồm các tác phẩm của Chopin và Frank, và với nghệ sĩ cello người Thổ Nhĩ Kỳ Jamal Aliyev, các tác phẩm của các nhà soạn nhạc Nga.
- Khoảng 2019-2020 có CD với Dàn nhạc giao hưởng St. Gallen, sau đó là các buổi biểu diễn tại Amsterdam Concertgebouw, các buổi biểu diễn với Nordwestdeutche Philharmonie, Tokyo Philharmonic Orchestra và State Symphony Capella của Nga tại Nhật Bản, Dàn nhạc giao hưởng Utah, các buổi biểu diễn tại Lễ hội West Cork, Lễ hội Stift và các tour du lịch tại Nhật Bản, Brazil và Châu Âu.
- Trong mùa 2020-2021, Anna sẽ biểu diễn cùng Dàn nhạc giao hưởng Szczecin, trong chuyến lưu diễn Nam Mỹ với Dàn nhạc giao hưởng thanh niên Boston, các buổi hòa nhạc với Dàn nhạc giao hưởng Sofia, các buổi biểu diễn và ghi âm CD với Dàn nhạc giao hưởng St Gallen, biểu diễn với Dàn nhạc giao hưởng quốc gia của Ukraine, Dàn nhạc giao hưởng mới quốc tế Lviv và Dàn nhạc giao hưởng Odessa, các buổi biểu diễn độc tấu và nhạc thính phòng tại Amsterdam Concertgebouw, Nhà hát Megaron (Athens), Nhà hát Chatelet (Paris), Lễ hội Scriabin (Luxemburg), Lễ hội West Cork (Ireland) và Lễ hội Stift (Nước Hà Lan).
- Anna còn là giám đốc nghệ thuật của Liên hoan âm nhạc thính phòng quốc tế tại Ede Hà Lan.[7]